# 特留分
特留分（英語：legitime / legally reserved portion）在繼承法中是指最低限度的法定應繼分，按照立法例的不同，有其不同的意義。該詞源於法語héritier légitime，意為「合法繼承人」。
簡單說，就是法律規定凡是被剝奪繼承權的繼承人，有個最低的繼承比例，這部分是為了避免被繼承人因為重男輕女的觀念或是對繼承人有不同情好惡，而擅自在遺囑中寫出例如只有兒子有繼承權因而女兒無法繼承，或是僅限長子方享有繼承權等內容，以致於長子以外的其他繼承人無法繼承，故訲分國家法律為了避免如此造成繼承人間權利義務差異過大或不對等，也致繼承人之繼承權應有某種程度之最低保障以使其生活不會立失所依，部分國家法律因而設有規定繼承人皆有最低限度之應繼分的請求權。
亦即，在近代個人主義為基礎的法制下，承認遺囑自由，容許被繼承人處分其遺產。但家族主義思想，仍根深蒂固，保留近親應有取得一定財產之權利，且基於社會政策考量，應保障其繼承人之生活。特留分制度之設，為調和私有財產之處分自由與法定繼承主義下繼承人繼承利益之保護，兩者間之妥協而成之產物。

## 台灣
《中華民國民法》1223條 （特留分之比例）
繼承人之特留分，依左列各款之規定: 
1. 直系血親卑親屬之特留分，為其應繼分二分之一。
2. 父母之特留分，為其應繼分二分之一。
3. 配偶之特留分，為其應繼分二分之一。
4. 兄弟姊妹之特留分，為其應繼分三分之一。
5. 祖父母之特留分，為其應繼分三分之一。

民法1224條 （特留分之算定）
特留分，由依第一千一百七十三條算定之應繼財產中，除去債務額，算定之。
民法1225條 （遺贈之扣減）
應得特留分之人，如因被繼承人所為之遺贈，致其應得之數不足者，得按其不足之數由遺贈財產扣減之。受遺贈人有數人時，應按其所得遺贈價額比例扣減。

### 算定
由繼承開始時，現存積極財產之價額加上生前特種贈與價額去債務額。所謂生前特種贈與，為繼承人中有在繼承開始前因結婚、分居或營業，已從被繼承人受有財產之
贈與者，應將該贈與價額加入繼承開始時被繼承人所有之財產中，為應繼遺產。但被繼承人於贈與時有反對之意思表示者，不在此限。
贈與價額，依贈與時之價值計算。如此得出的數額，再扣除債務額後，才成為計算特留分之基礎。

### 扣減
特留分權人於特留分被侵害時，在保留特留分之必要限度內，本於其自由意思而使被繼承人所為之遺贈或指定應繼分等死後處分失其效力，以補充特留分之權力。
特留分扣減權之性質:
（一）抗辯權說
（二）債權說
（三）債權的形成權說
（四）物權的形成權說（通說）
（五）形成權兼抗辯說

## 外部連結
- The Louisiana Civil Code （页面存档备份，存于） on Successions
- . . 1905.

[Category:繼承| ]]